# Municipio de Orion (Illinois)
El municipio de Orion (en inglés: Orion Township) es un municipio ubicado en el condado de Fulton en el estado estadounidense de Illinois. En el año 2010 tenía una población de 1195 habitantes y una densidad poblacional de 12,53 personas por km².

## Geografía
El municipio de Orion se encuentra ubicado en las coordenadas 40°35′10″N 89°55′55″O / 40.58611, -89.93194. Según la Oficina del Censo de los Estados Unidos, el municipio tiene una superficie total de 95.39 km², de la cual 94,45 km² corresponden a tierra firme y (0,99 %) 0,95 km² es agua.

## Demografía
Según el censo de 2010, había 1195 personas residiendo en el municipio de Orion. La densidad de población era de 12,53 hab./km². De los 1195 habitantes, el municipio de Orion estaba compuesto por el 97,99 % blancos, el 0,33 % eran afroamericanos, el 0,42 % eran amerindios, el 0,17 % eran asiáticos, el 0,42 % eran de otras razas y el 0,67 % eran de una mezcla de razas. Del total de la población el 1,34 % eran hispanos o latinos de cualquier raza.